# Prostituzione

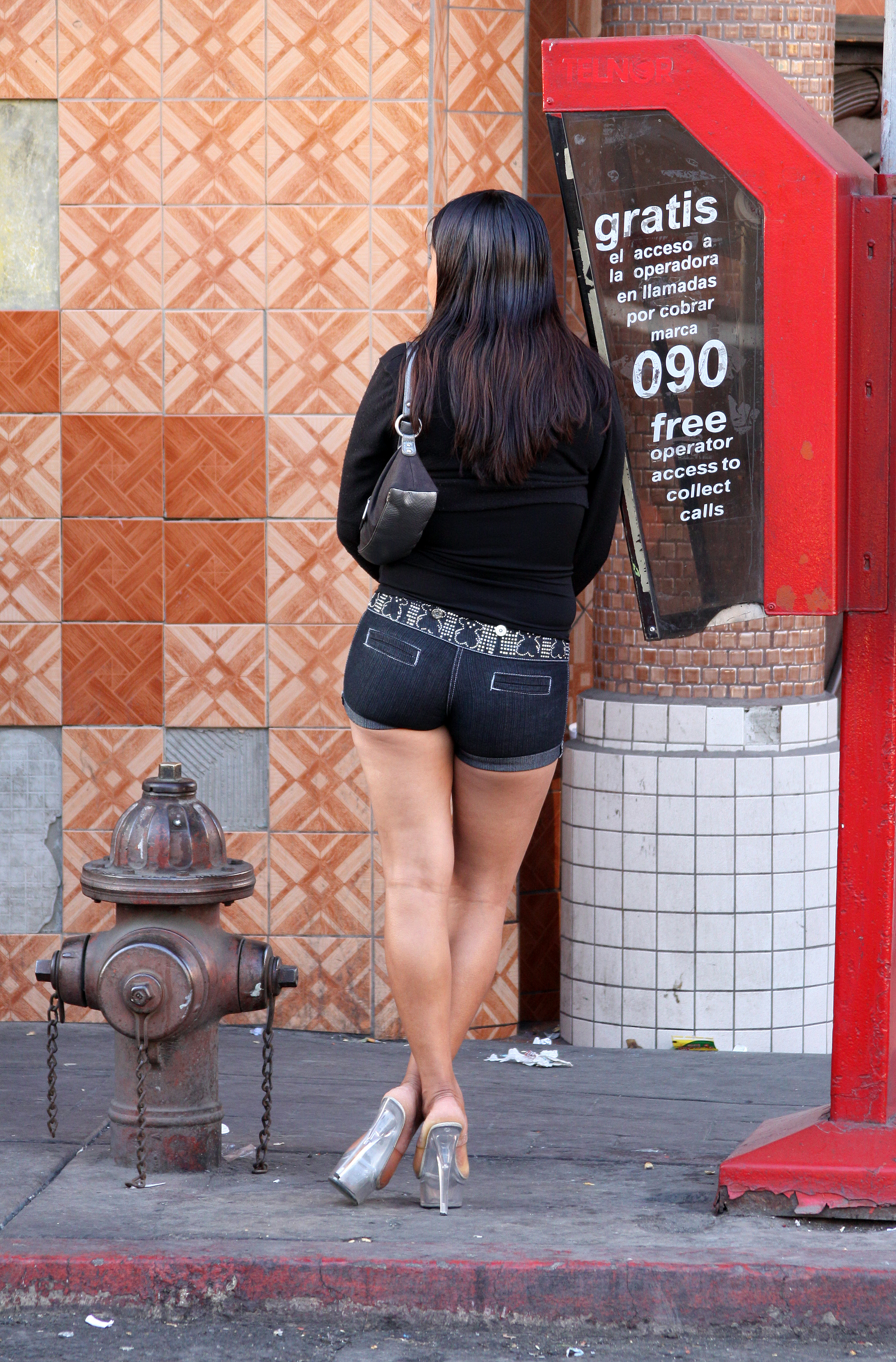
Una prostituta per le strade di Tijuana, Messico

La prostituzione è l'attività di chi offre prestazioni sessuali dietro pagamento di un corrispettivo in denaro, rientrando nella categoria del lavoro sessuale. L'attività, fornita da e a persone di qualsiasi genere e orientamento sessuale, può avere carattere autonomo, sottoposto, professionale, abituale o saltuario.
Strettamente legato alla prostituzione è il suo sfruttamento, o lenocinio, praticato per trarre profitto dall'attività di chi offre il servizio, da parte di persone che generalmente si presentano e s'impongono come lenoni o protettori, cioè intermediari e procacciatori di clienti. Inoltre vi sono altre figure legate al fenomeno della prostituzione per cui può configurarsi, al posto dello sfruttamento vero e proprio, il reato di favoreggiamento.
La prostituzione nel mondo è regolamentata giuridicamente in modo estremamente variegato, passando da società che contemplano una legalizzazione completa ad altre che ne reprimono lo svolgimento per mezzo della pena di morte.
Trattandosi di un'attività socialmente stigmatizzante, anche laddove i Paesi sono più progressisti, viene di fatto spinta in forme di esercizio marginali e sommerse, sovente gestite dalla malavita per cui stime quantitative numeriche soffrono di ampi margini di incertezza; un dato consolidato anche storicamente è la prevalente componente femminile dell'offerta e la prevalente componente maschile della domanda.

## Origine e utilizzo del termine

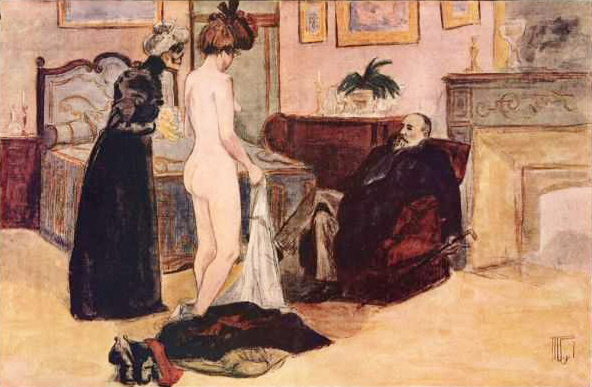
"Est-ce qu'elle vous plaît?", illustrazione di Hermann Vogel per L'Assiette au Beurre

La parola "prostituzione" deriva dal verbo latino prostituĕre (pro- = "davanti", e statuere = "porre", "mettere"), e indica la situazione della persona (in genere schiava) che non "si" prostituisce, ma che, come una merce, viene "posta (in vendita) davanti" alla bottega del suo padrone. Questa origine richiama quindi la condizione storicamente più abituale della prostituta, la quale non esercita autonomamente la sua professione, ma vi è in qualche modo indotta da soggetti che ne sfruttano il lavoro, traendone un proprio guadagno (cosiddetti "protettori"). Anche in greco antico il verbo προτίθημι ha un significato simile: esporre, proporre, presentare, offrire.
L'uso del termine non è univoco e, a seconda del Paese, del periodo storico o del contesto socio-culturale, può includere qualsiasi atto sessuale e qualsiasi tipo di compenso (anche non in denaro) o indicare coloro che svolgono atti sessuali fuori dal matrimonio, o uno stile di vita simile a coloro che offrono le prestazioni o chi intrattiene atti sessuali disapprovati.
Secondo il linguista e scrittore ottocentesco Niccolò Tommaseo la distinzione fra meretrice e prostituta è che «la prima guadagna del corpo suo» e qui richiama il termine latino mereo, mentre "prostituta" è legata a prostat, cioè colei che «per guadagno o per libidine, si mette in mostra, e provoca a sozzure». Tipico di Tommaseo è il legare gli esiti di una fine e rigorosa indagine filologica a personali giudizi di merito e morali i quali gli fanno aggiungere: «[La prostituta] è più comune, più venale. Taide meretrice, Messalina prostituta. Ogni abbracciamento venale è meretricio, prostituzione non è». Egli inoltre affermò «Le meretrici di caro prezzo non sono prostitute; le prostitute da' genitori o dai mariti, che nulla guadagnan per sé non meritano l'altro nome [meretrici].» A rafforzare la distinzione fra prostituta e meretrice egli richiama un'evidenza storica: «Le prostitute nei templi pagani per atto di devozione, meretrici non erano; e si credevano far opera meritoria».

## Caratteristiche dell'attività

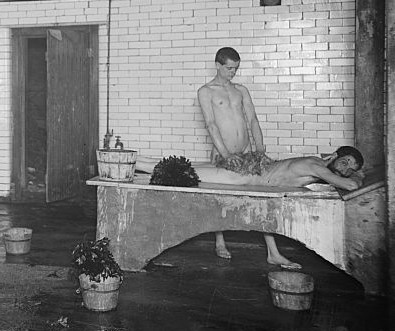
Foto di un "bagno turco" (fine '800 a Manhattan, a Bowery Street) dove si praticava la prostituzione maschile.

La prostituzione può essere classificata in ampi gruppi, ognuno con le proprie specificità e modalità di esercizio, a seconda del genere o orientamento sessuale di chi offre il servizio o a seconda del servizio offerto. Si hanno dunque la prostituzione femminile, la più diffusa e conosciuta, la prostituzione maschile, e la prostituzione transessuale, che nella maggioranza si tratta di donne transgender o uomini crossdresser. A questi macrogruppi va aggiunto il fenomeno della prostituzione minorile, quello della prostituzione virtuale voyeuristica ed offerta via internet con le telecamere e quello degli assistenti sessuali, servizio di natura sessuale rivolto ai disabili che prevede un compenso pecuniario.
Le modalità di esercizio della prostituzione, che subisce sovente un forte ostracismo sociale e in molti Paesi è illegale, sono ampie e variegate. È molto comune la prostituzione di strada con l'esercitante che offre i suoi servizi sulla strada, o camminando o attendendo sull'uscio del marciapiede, generalmente, ma non nel caso di prostituzione maschile, abbigliato con vestiti appariscenti e eleganti. La prestazione sessuale è sovente consumata in auto o in stanze in affitto in motel e hotel. Le prostitute di strada sono caratterizzate da numerosi nomi popolari e spesso ingiuriosi, fra cui "lavoratrici di strada", "peripatetiche", "lucciole", "battone" e altri.
Generalmente l'offerta di prostituzione di strada si concentra in ben determinate vie ad alta percorrenza o in quartieri periferici. In alcuni Paesi l'esercizio della prostituzione è legalmente accettato e regolamentato in specifiche aree delimitate, i cosiddetti quartieri a luci rosse, o in luoghi deputati, chiamati bordelli o case di appuntamento. In Italia, dove qualunque spazio aperto o chiuso dedicato alla prostituzione è illegale, sono stati denunciati numerosi sex club che ne facevano le veci.
Un'altra modalità di esercizio della prostituzione è quella di "accompagnatori e accompagnatrici", conosciuti anche con il termine inglese escort o, fino al XIX secolo, con quello francese cocotte, che si offrono con le più disparate modalità (autonomamente con annunci su Internet o sulla stampa cartacea, o celati dietro agenzie) e non necessariamente offrono servizi sessuali al cliente. Lo o la escort solitamente accompagna pubblicamente il cliente in funzioni sociali quali cene, intrattenimenti o eventi vari, e solo dopo avviene la prestazione sessuale presso la residenza del richiedente del servizio o in motel/hotel. Anche dove la prostituzione è legale il servizio di escort è comune.
Tra le modalità di fruizione della prostituzione è annoverato, infine, il turismo sessuale.
Rispetto all'offerta sessuale, gli esercitanti la prostituzione possono essere specializzati o offrire prestazioni generiche, anche molto diversificate dal semplice voyeurismo con lo spogliarello, massaggio, masturbazione, per arrivare alla prestazione sessuale completa o a variazioni del tema come sedute sadomaso principalmente gestite da mistress, master o prodom, registrazione di film pornografici, ecc. Le tariffe variano sia a seconda della prestazione richiesta che dei tempi cui sono direttamente proporzionali.

## Storia

### Grecia classica

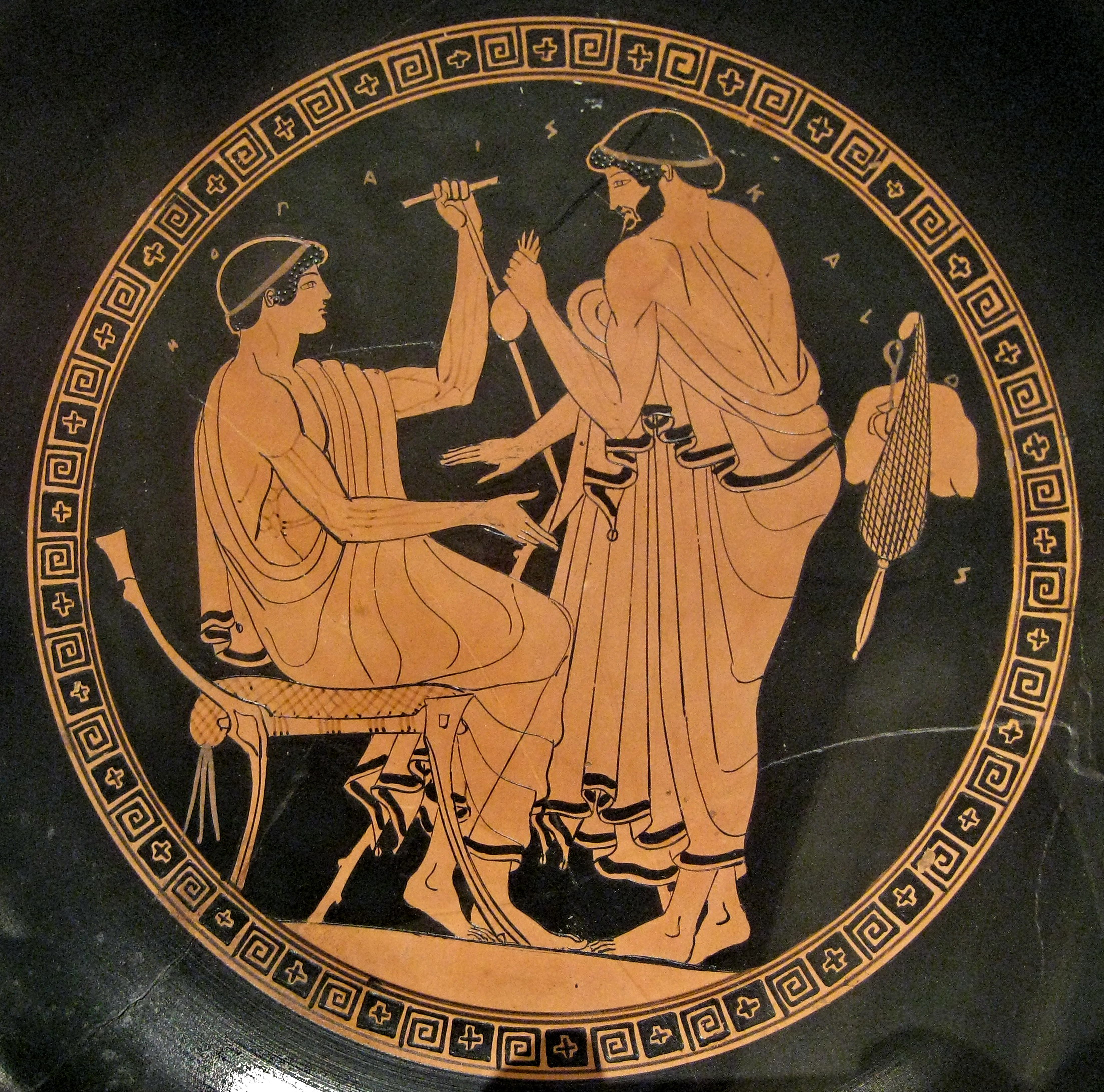
Un uomo cerca di sollecitare un giovane ad un rapporto sessuale in cambio di una borsa di monete. Vaso greco del V sec. A.C. conservato al Metropolitan Museum

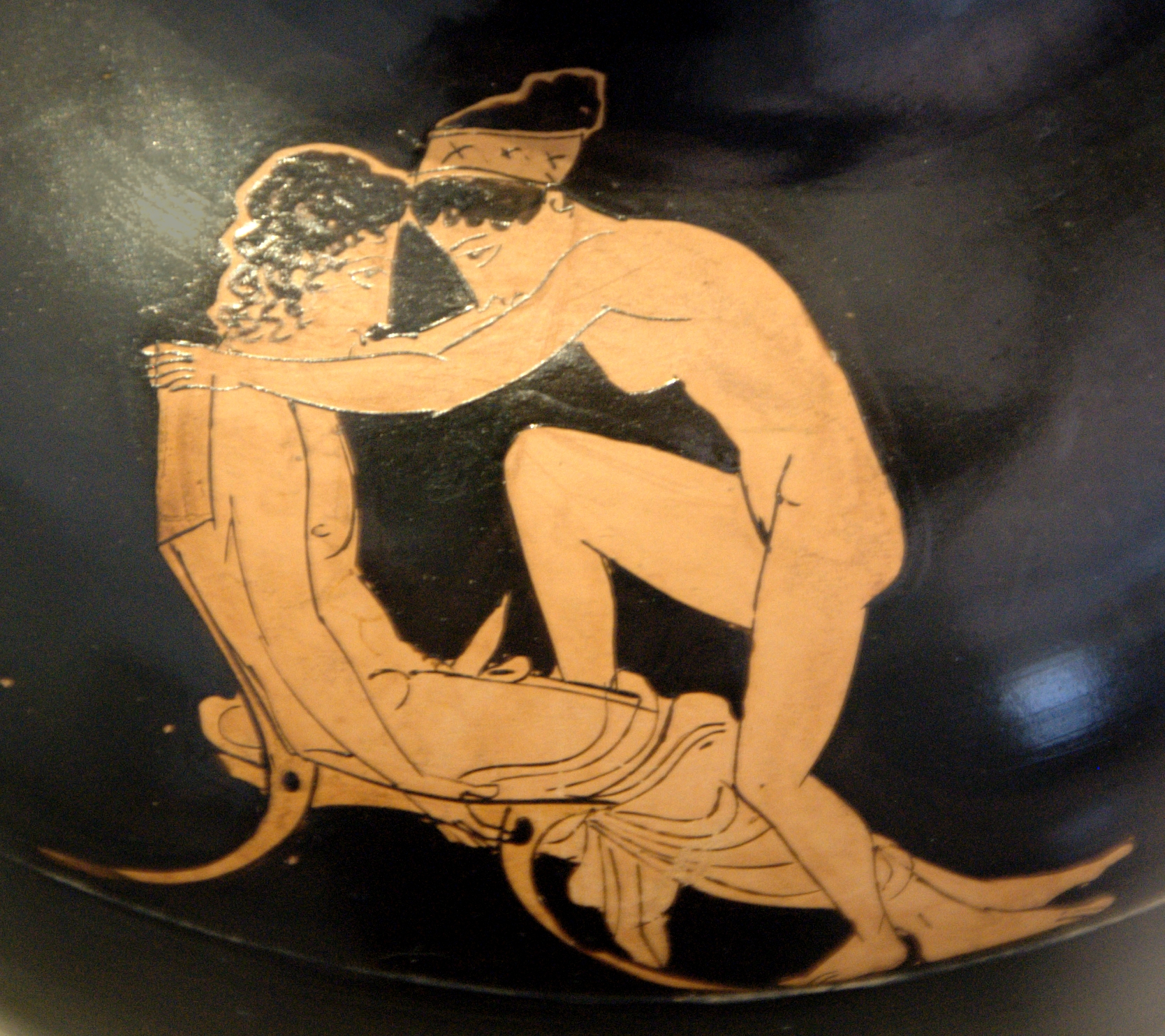
Cliente e prostituta, da una oinochoe a figure rosse

Nella società greca antica esisteva sia la prostituzione femminile che quella maschile. Le prostitute, che vestivano con abito distintivo e pagavano le tasse, potevano essere indipendenti ed erano donne influenti; la prostituta colta e di alto ceto era definita etera. Solone istituì il primo bordello ad Atene nel VI secolo a.C. A Cipro e Corinto, secondo Strabone, era praticata una sorta di prostituzione religiosa in templi con decine di prostitute. Le prostitute femminili erano divise in diversi gradi, tra cui si ricordano le etere e le pornai.
La prostituzione maschile era molto comune in Grecia. Era spesso praticata da adolescenti, come riflesso della pederastia greca. Giovani schiavi lavoravano nei bordelli di Atene, mentre un adolescente libero che vendesse i propri favori rischiava di perdere i diritti sociali e politici una volta divenuto adulto.

### Antica Roma
Il diritto romano regolava con diverse leggi la prostituzione che era praticata nei lupanari, edifici siti fuori dalle città aperti soltanto nelle ore notturne. Le prostitute o meretrici generalmente erano schiave o appartenevano ai ceti più bassi.

### Medioevo
La prostituzione era comune, e sovente tollerata, nel Medioevo nei contesti urbani. Gli statuti di molte città regolavano la prostituzione. Era, ad esempio, spesso vietata vicino alle mura della città o nelle aree prossime agli edifici di rappresentanza.

### Italia

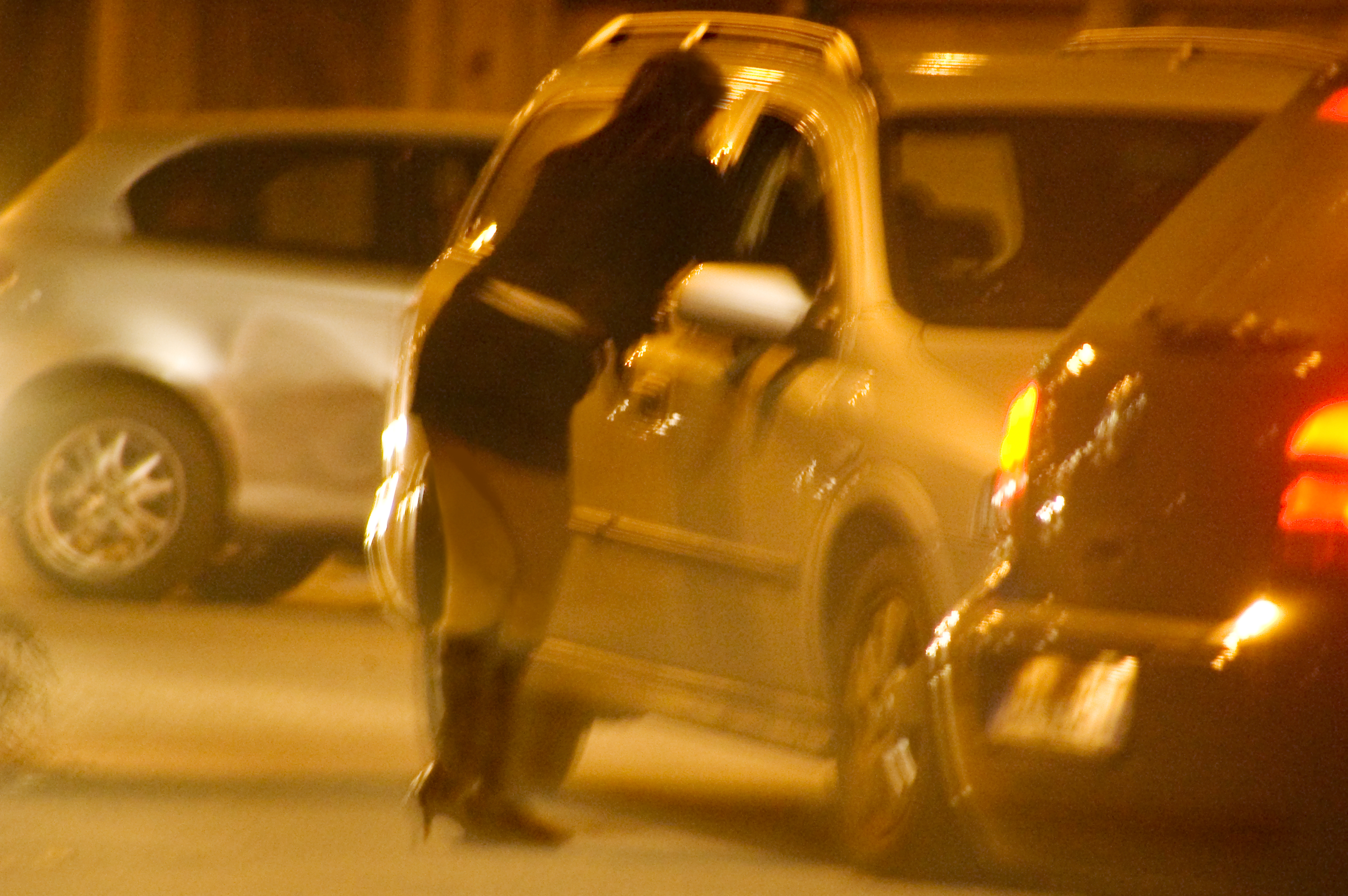
Una prostituta a Torino

In Italia la prostituzione è stata regolamentata dallo Stato fin dai tempi antichi, dove peraltro esisteva già una ricca tradizione di tolleranza negli stati preunitari: nel Regno di Napoli, già nel 1432, era stata distribuita una reale patente per l'apertura di un lupanare pubblico; nella Serenissima Repubblica di Venezia esistevano pure numerose case di prostituzione; case di tolleranza erano inoltre presenti anche nello Stato Pontificio.
Il Regno di Sardegna, durante il Risorgimento, introdusse così il meretricio di Stato (pensato, voluto e realizzato da Camillo Benso, conte di Cavour), anche e soprattutto per motivi igienici, lungo il percorso delle truppe di Napoleone III nel 1859, durante la Seconda guerra d'indipendenza italiana, sul modello di quanto già esisteva in Francia dai tempi di Napoleone I. Sempre nello stesso periodo, Urbano Rattazzi aveva persino stabilito con un decreto ministeriale che una prestazione basilare doveva durare venti minuti. 
Fu Camillo Cavour, con un decreto del 1859, per favorire l'esercito francese che appoggiava i piemontesi contro l'Austria, ad autorizzare l'apertura di case controllate dallo Stato per l'esercizio della prostituzione in Lombardia. Il 15 febbraio 1860 il decreto fu trasformato in legge con l'emanazione del "Regolamento del servizio di sorveglianza sulla prostituzione". Con l'unità d'Italia, questa legge del 1860 estendeva la pratica a tutto il Paese. 
Nacquero in questo modo nel Regno d'Italia le cosiddette "case di tolleranza", perché tollerate dallo Stato. Ne esistevano di tre categorie: prima, seconda e terza. La legge fissava le tariffe, dalle 5 lire per le case di lusso alle 2 lire per quelle popolari, e altre norme come la necessità di una licenza per aprire una casa e di pagare le tasse per i tenutari, nonché di controlli medici da effettuare sulle prostitute per contenere le malattie veneree. Lo Stato italiano si faceva carico di fissare anche i prezzi degli incontri a seconda della categoria dei bordelli, adeguandoli al tasso di inflazione.

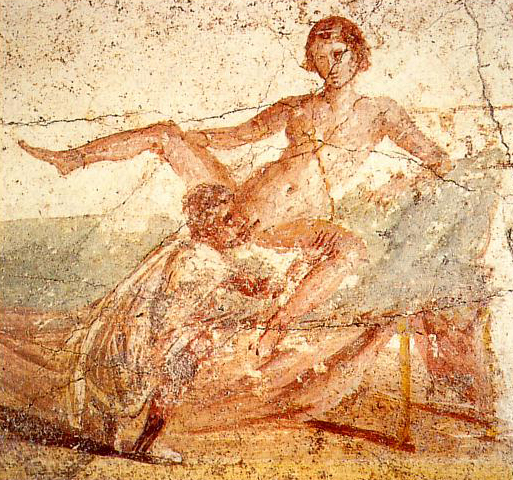
Un affresco rinvenuto in un lupanare - antesignano delle case di tolleranza - negli scavi archeologici di Pompei. Il fenomeno della prostituzione era già diffuso ai tempi dell'Antica Roma

Più tardi, il testo definitivo della legge Crispi, approvato il 29 marzo 1888, vietava di vendere cibo e bevande, oltre che di tenere feste, balli e canti all'interno delle case di tolleranza e l'apertura di case in prossimità di luoghi di culto, asili e scuole. Le persiane sarebbero dovute restare sempre chiuse. Per questo i bordelli presero il nome di "case chiuse". Nel 1891 Giovanni Nicotera, Ministro degli Interni, decise di ridurre le tariffe per limitare la prostituzione libera, che non subiva il controllo sanitario, e dimezzò il prezzo di un semplice trattenimento in una casa di terza classe, con ulteriori sconti per soldati e sottufficiali, acquisendo numerosi consensi fra la popolazione. 
Nel 1900 si levò qualche voce per la chiusura delle case di tolleranza a seguito dell'attentato dell'anarchico Gaetano Bresci al re Umberto I. Bresci avrebbe trascorso alcuni giorni a meditare in un bordello prima dell'attentato, ma le minacce di chiusura pronunciate dall'allora Presidente del Consiglio Giuseppe Saracco rientrarono. Sarà poi Filippo Turati, nel 1919, a riaprire la querelle, ma per tutto il regime fascista non si registrarono variazioni di merito nella legislazione sulla prostituzione, se non una disposizione di Benito Mussolini degli anni trenta che imponeva ai tenutari di isolare le case con muri detti "del pudore" alti almeno dieci metri. Il fascismo, infatti, con il Testo Unico delle Leggi di Pubblica Sicurezza del 1931, aveva imposto misure restrittive nei confronti delle prostitute, obbligate ad essere schedate dalle autorità di pubblica sicurezza e sottoposte ad esami medici obbligatori. 

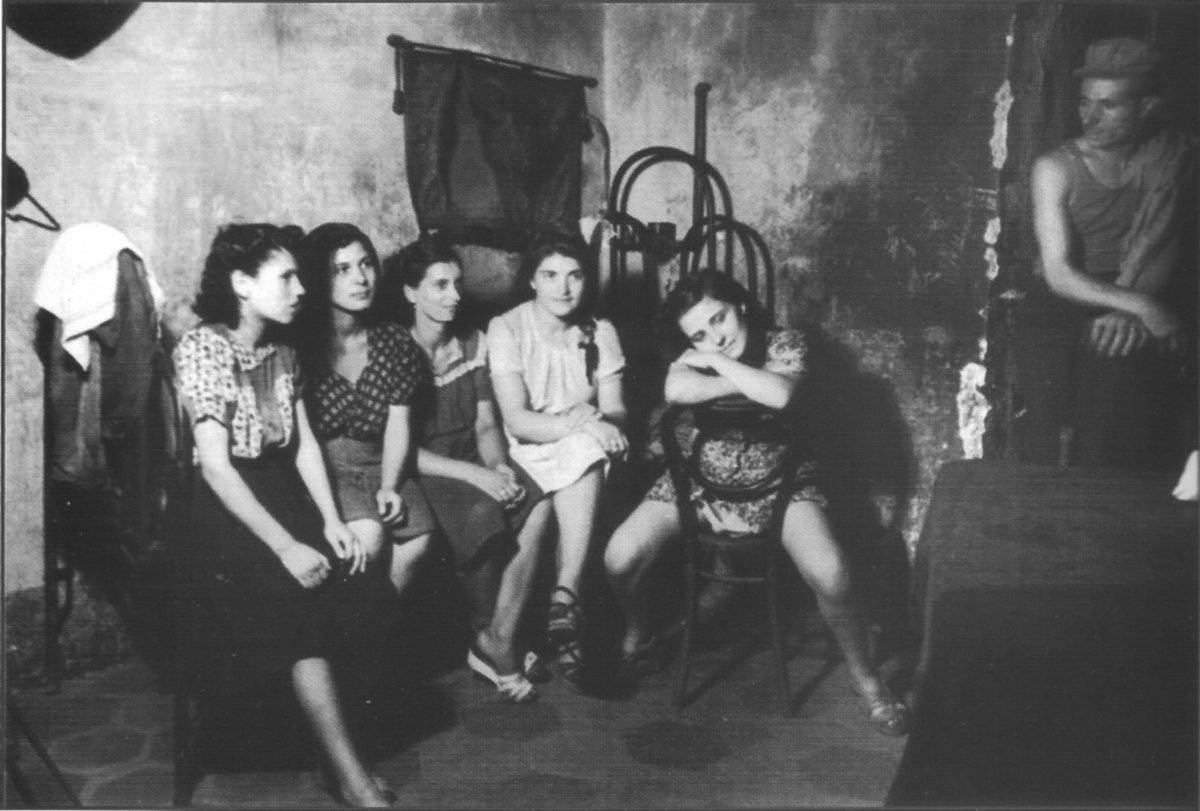
Interno di una casa di tolleranza a Napoli nel 1945

La frequentazione di case di tolleranza era, prima della loro chiusura, una pratica abbastanza consueta presso la popolazione maschile, mentre le donne che entravano a far parte della schiera delle prostitute avevano poche possibilità di affrancarsi da un mestiere che spesso era fonte di malattie veneree e, quindi, di una minore aspettativa di vita. Anche dopo la fine della seconda guerra mondiale l'opinione pubblica era in buona parte favorevole alla prostituzione legalizzata, sia per ragioni di igiene pubblica sia per la volontà di porre un divario con le ragazze destinate a diventare spose e madri e per garantire alla popolazione maschile una valvola di sfogo per i propri istinti sessuali.
Il 20 settembre 1958, a seguito di un lungo dibattito nel Paese durato circa dieci anni, è stato introdotto il reato di sfruttamento della prostituzione e le case di tolleranza sono state chiuse con la cosiddetta legge Merlin di Angelina Merlin del Partito Socialista Italiano. La legge punisce lo sfruttamento della prostituzione o lenocinio. La legge equipara il favoreggiamento allo sfruttamento: infatti punisce "chiunque in qualsiasi modo favorisca o sfrutti la prostituzione altrui".
Nonostante il dibattito politico si sia riacceso a partire dagli anni 2000, non vi è attualmente alcuna regolamentazione legale del fenomeno, malgrado diversi tentativi di modificare la legge. Nel 2003 un disegno di legge di Umberto Bossi della Lega Nord e Stefania Prestigiacomo di Forza Italia, varato dal Consiglio dei ministri, vieta la prostituzione nelle strade, ma la ammette nelle case private e al chiuso e non avrebbe ripristinato le case di tolleranza. L'8 febbraio 2007 l'onorevole Franco Grillini ha presentato una proposta di legge, tesa a disciplinare l'esercizio della prostituzione e ad affermare la dignità e il diritto alla sicurezza e salute delle persone che si prostituiscono.
Si stima che oggi la prostituzione generi in Italia un notevole indotto (50.000 prostitute coinvolte, 9 milioni di clienti nel corso di cinque anni, 19-25 miliardi di euro il giro d'affari stimato), sottratto all'imposizione fiscale

.

## La legislazione contemporanea in materia
Sono cinque i modelli giuridici, con sfumature dalle più tolleranti alle più repressive, adottati per regolare la prostituzione.
1. Sistema proibizionista o criminalizzante: consiste nel vietare la prostituzione e nell'applicare - alla prostituta, al cliente o ad entrambi - pene pecuniarie o detentive. Il sistema è sostenuto da teorie che rivendicano la necessità di tutelare in tal modo la morale pubblica o la dignità della donna.
2. Sistema abolizionista: questo sistema chiama lo Stato fuori dalla disputa, senza proibire o regolamentare l'esercizio della prostituzione. Viene criminalizzato in modo indiretto il lavoro sessuale.
3. Sistema regolamentarista: è un sistema teso alla legalizzazione e regolamentazione della prostituzione che può avvenire con modalità differenti (come la statalizzazione dei bordelli, i quartieri a luci rosse, ecc). La legalizzazione sovente include l'imposizione di tasse e restrizioni, più o meno ampie, nell'esercizio della prostituzione anche con l'individuazione di luoghi preposti all'esercizio dell'attività e la prescrizione di controlli sanitari obbligatori per prostitute e prostituti per la prevenzione e il contenimento delle malattie veneree e l'obbligo di segnalare attività e residenza.
4. Sistema neo-regolamentarista: prevede regime fiscale e regolamentazione della prostituzione senza ingerenza da parte dello Stato nella gestione diretta in nessun aspetto dell'attività. Lo Stato, attraverso specifiche legislazioni, può definire alcuni parametri relativi alla professione (ad esempio condizioni di lavoro).
5. Sistema decriminalizzante: è teso alla rimozione di leggi al fine di depenalizzare l'attività sessuale fra adulti consenzienti nei contesti commerciali.

### Italia
Sono state presentate le proposte di Katia Bellillo Norme per la legalizzazione della prostituzione, di Mascia Disposizioni in materia di prostituzione, di Elisabetta Gardini Disposizioni contro la pratica e lo sfruttamento della prostituzione, di Matteo Brigandì Disposizioni per la regolamentazione dell'esercizio della prostituzione, di Carolina Lussana Disposizioni in materia di prostituzione, di Teodoro Buontempo Nuove norme sulla prostituzione, di Luana Zanella Nuove norme concernenti l'esercizio della prostituzione e la lotta contro lo sfruttamento della prostituzione altrui e una proposta di legge di iniziativa popolare, la n. 6 presentata dalla Comunità Papa Giovanni XXIII che prevede la punibilità del cliente. Al Senato sono stati depositati il disegno di legge Disposizioni in materia di prostituzione di Tiziana Valpiana e Norme per contrastare l'acquisizione di prestazioni sessuali di Maria Burani Procaccini. Nel 2008 Daniela Santanchè ha presentato un quesito referendario per abolire diversi punti della Legge Merlin. La proposta non ha avuto alcun seguito.
Negli anni 2000 sono state emanate ordinanze restrittive in alcuni comuni per quanto riguarda la prostituzione in strada e il ministro per le pari opportunità Carfagna ha proposto un DDL approvato dal Consiglio dei ministri l'11 settembre 2008. Ordinanze e DDL sono stati fortemente contestati, sia dalle associazioni che lavorano per la cosiddetta "riduzione del danno" (contattando le persone che si prostituiscono e comitati di quartiere) sia dalle associazioni di prostitute sia dal movimento femminista.
Secondo la commissione Affari sociali della Camera, le prostitute sarebbero in Italia dalle 50 000 alle 70 000. Almeno 25 000 sarebbero immigrate, 2 000 minorenni e più di 2 000 le donne e le ragazze ridotte in schiavitù e costrette a prostituirsi. Il 65% delle prostitute lavora in strada, il 29,1% in albergo, il resto in case private. Il 94,2% delle prostitute sarebbero donne, il 5% transessuali e lo 0,8% travestiti.
L'indagine non calcola il numero di prostituti maschi o escort. I sondaggi dimostrano anche che la maggiore concentrazione di prostitute è nell'area di Milano con il 40% e di seguito Torino con il 21%.
Per quanto riguarda i clienti, uno studio commissionato nel 2007 dal Dipartimento per i diritti e le pari opportunità ha rilevato che erano stati circa nove milioni e mezzo, nel corso di cinque anni, i clienti di prostitute

.
In Italia sono operative diverse associazioni di prostitute che offrono aiuto, sostegno e consulenza a coloro che esercitano la prostituzione. Tra queste il Comitato per i Diritti Civili delle Prostitute (CDCP) nato nel 1982.

### Resto del mondo
Depenalizzazione - Nessuna sanzione penale per la prostituzione
     Legalizzazione - prostituzione legale e regolamentata
     Abolizionismo non proibizionista: la prostituzione è legale, ma le attività organizzate come bordelli e sfruttamento della prostituzione sono illegali; la prostituzione non è regolamentata
     Neoabolizionismo - illegale comprare sesso e il coinvolgimento di terze parti, il lavoro sessuale è legale ma non tutelato 
     Proibizionismo - vendere sesso illegale, comprare sesso a volte punito, a volte impunito
     La legalità varia con le leggi locali

Depenalizzazione - Nessuna sanzione penale per la prostituzione
Legalizzazione - prostituzione legale e regolamentata
Abolizionismo non proibizionista: la prostituzione è legale, ma le attività organizzate come bordelli e sfruttamento della prostituzione sono illegali; la prostituzione non è regolamentata
Neoabolizionismo - illegale comprare sesso e il coinvolgimento di terze parti, il lavoro sessuale è legale ma non tutelato
Proibizionismo - vendere sesso illegale, comprare sesso a volte punito, a volte impunito
La legalità varia con le leggi locali

Nei casi estremi, secondo alcuni codici in particolare di paesi musulmani, la prostituzione è sanzionata con la "pena di morte"; in altri paesi avviene il fenomeno diametralmente opposto, in quanto le prostitute pagano regolarmente le tasse e sono sindacalizzate, ad esempio nei Paesi Bassi, e in questi paesi i bordelli possono farsi pubblicità.
La situazione legale in Germania, in Svizzera (dove la discussione sull'età minima per prostituirsi è al centro di uno scontro vivace tra chi sostiene che la soglia debba essere abbassata a 16 anni e chi sostiene debba essere mantenuta a 18), e in Nuova Zelanda è simile a quella dell'Olanda. Nello Stato australiano del Nuovo Galles del Sud, qualsiasi persona di età superiore ai 18 anni può offrire prestazioni sessuali in cambio di denaro. In un altro Stato australiano, Victoria, una persona che desideri svolgere l'attività di prostituta può richiedere una regolare licenza. Le prostitute che lavorano in una propria attività o in attività altrui devono essere registrate. Le "sex-workers" individuali non necessitano di alcuna registrazione o licenza.

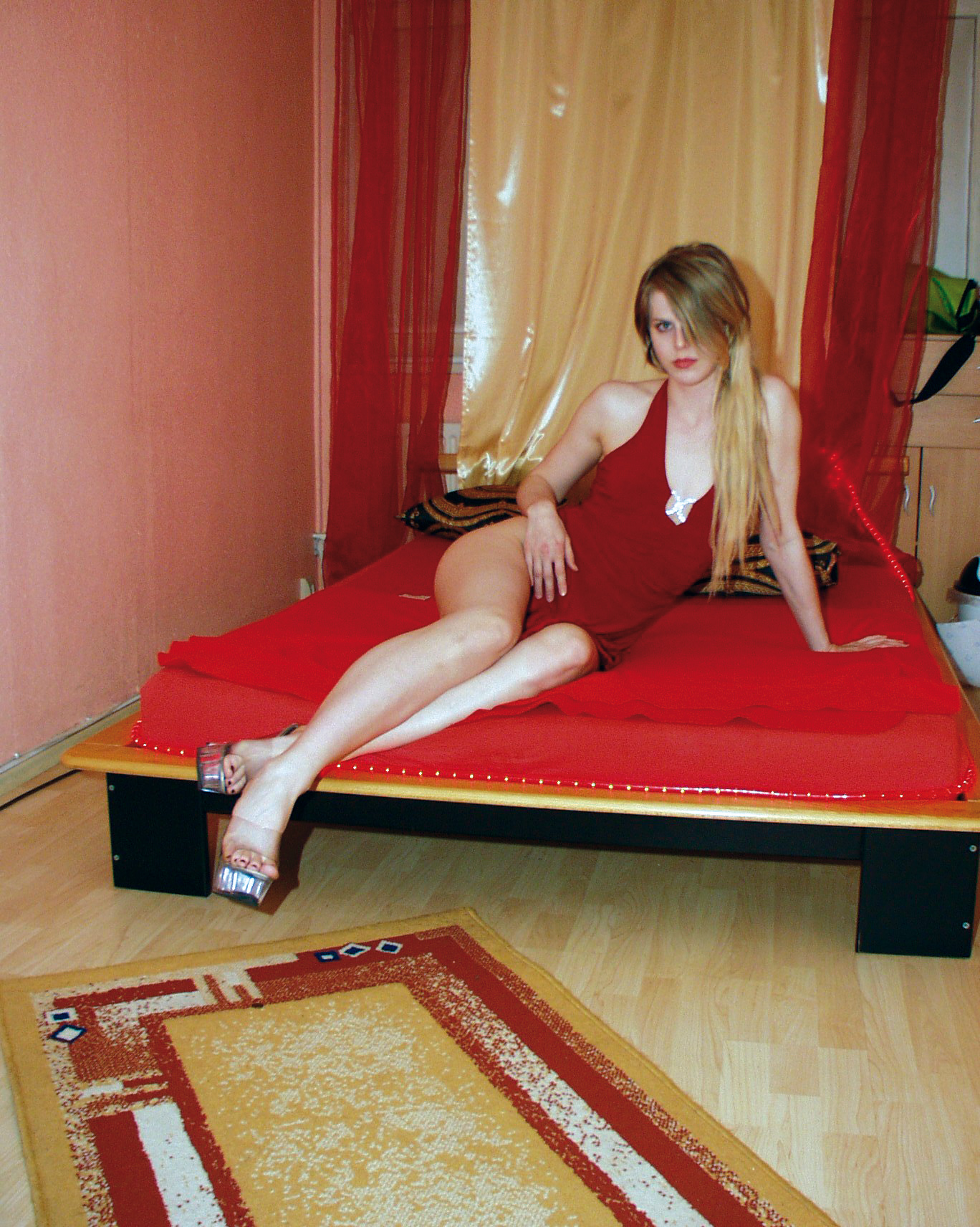
Una donna che esercita prostituzione legalizzata in Germania

In alcuni paesi, lo statuto legale della prostituzione può variare in base all'attività: in Giappone, per esempio, la prostituzione "vaginale" è contro la legge, mentre il sesso orale a pagamento è legale e chi lo compie non esercita la prostituzione. In Turchia la prostituzione di strada è legale, così come la prostituzione nei bordelli regolati dal governo. Tutti i bordelli devono avere una licenza così come la devono avere le lavoratrici.
Nel Regno Unito la prostituzione non è formalmente illegale ma diverse attività di contorno lo sono. In Inghilterra e in Galles sono illegali:
- per una prostituta attirare clienti in strada o in un luogo pubblico, mettendo così di fatto fuori legge la prostituzione,
- per un potenziale cliente richiedere persistentemente, anche se da un veicolo motorizzato,
- possedere o dirigere un bordello,
- la prostituzione minorile, per il cliente (dove il minore è definito tale in quanto più giovane di 18 anni)
- infine è illegale il controllo della prostituzione (lenocinio).

Una situazione simile si verifica in Scozia, dove la prostituzione in sé non è illegale bensì le attività associate. Un progetto di legge che istituisse delle zone di tolleranza per la prostituzione era stato promosso nel Parlamento Scozzese, ma non è riuscito a diventare legge.
In solo uno Stato degli Stati Uniti, ovvero il Nevada, è considerato legale comprare e vendere prestazioni sessuali. Bordelli legali sono presenti in diverse contee del Nevada. A seguito di un curioso caso giuridico il Rhode Island legalizzo' accidentalmente la prostituzione per un breve periodo (2004-2009), per poi reintrodurne la criminalizzazione nel 2009.
In Canada nel dicembre del 2013 è stata abrogata la legge che criminalizzava la maggior parte delle attività collaterali, come ad esempio vivere esclusivamente di prostituzione senza essere di alcuna utilità alla società o negoziare in un luogo pubblico. Nel 1978 la Corte Suprema Canadese aveva stabilito che, per essere condannati per adescamento, l'atto deve essere "pressante e persistente".
Allo stesso modo in Bulgaria la prostituzione in sé è legale, ma la maggior parte delle attività collegate (come il lenocinio) sono fuorilegge.
In Svezia, Norvegia e Islanda è illegale comprare servizi sessuali, ma è legale vendere servizi sessuali. La ragione di questa legge è nella protezione delle prostitute, poiché molte di loro sono state forzate a prostituirsi da qualcuno o dalle necessità economiche. Chi si prostituisce generalmente è persona oppressa, mentre i clienti sono considerati oppressori. La Svezia è stata il primo paese a introdurre questo tipo di legislazione nel 1999. Nel caso di prostituzione minorile, in Olanda essere clienti (a meno che il cliente sia egli stesso minore di 16 anni) o protettori è illegale, ma in tal caso non è illegale prostituirsi. Nella maggior parte dei paesi dove la prostituzione è criminalizzata, chi si prostituisce viene arrestato e perseguitato più dei clienti.
In Brasile e Costa Rica, la prostituzione in proprio è legale, ma guadagnare dalla prostituzione altrui è illegale. La prostituzione è legale per i cittadini in Danimarca, ma è illegale trarne profitto. In questo paese la prostituzione non è regolata come nei Paesi Bassi, bensì il governo cerca attraverso interventi sociali di portare le persone fuori da essa indirizzandole verso altri mestieri, e cerca di ridurre al contempo l'introito delle attività criminali e altri effetti collaterali negativi derivanti dalla prostituzione.
In Thailandia la prostituzione è illegale così come stabilito dal Prevention and Suppression Act, B.E. 2539 del 1996, ma viene ampiamente tollerata.
Nel 1949, l'Assemblea generale delle Nazioni Unite ha adottato la "Convenzione per la soppressione del traffico di persone e lo sfruttamento della prostituzione altrui", affermando che la prostituzione forzata è incompatibile con la dignità umana, richiedendo a tutte le parti coinvolte di punire i protettori e i proprietari dei bordelli e gli operatori e di abolire tutti i trattamenti speciali o la registrazione delle prostitute. La convenzione fu ratificata da 89 paesi ma la Germania, i Paesi Bassi e gli Stati Uniti non parteciparono.
In alcuni paesi per aggirare le leggi sulla prostituzione si ricorre o si ricorreva al matrimonio turistico, dove due persone sono legalmente sposate in un arco temporale prestabilito.

## Prostituzione e religione

### Nell'Ebraismo e Cristianesimo

#### Nella Bibbia
Nell'Antico Testamento la prostituzione è citata molte volte, nella quasi totalità dei casi in un contesto di riprovazione. Viene sempre presentata come peccato o motivo di vergogna e la prostituzione sacra viene esplicitamente vietata nel Deuteronomio 23:18 e deprecata in Osea 4:14. Viene utilizzata spesso come metafora del cattivo comportamento del popolo d'Israele, in particolare in Osea, che, per ordine divino, sposò una prostituta come simbolo dell'amore tradito di Dio per il suo popolo e della possibilità per quest'ultimo di redimersi.
Del tutto particolare la vicenda della prostituta Raab, che a Gerico nascose e protesse gli emissari di Giosuè. Per questo venne risparmiata dagli Israeliti e portata ad esempio da San Paolo nella Lettera agli Ebrei (11:31) fra coloro che si salvarono per fede.

Nel Nuovo Testamento permane la condanna della prostituzione, che viene citata anche come causa di rovina nella parabola del figliol prodigo. Accanto a questo emerge la possibilità di redenzione per chi ha creduto, esposta con chiarezza nell'affermazione 
Il perdono ad una prostituta viene effettivamente praticato da Cristo nell'episodio della peccatrice penitente (Lc7:36,50). Anche se non è confermato dagli studi biblici, questa figura viene identificata tradizionalmente con Maria di Màgdala, o Maria Maddalena, divenuta simbolo del pentimento.

### Altre religioni
Nella religione musulmana, così come nella religione ebraica, la prostituzione è considerata peccato ed è ripudiata. In alcuni dei paesi a religione dominante musulmana (Iran, Afghanistan, ecc.) la prostituzione è punibile con la pena di morte.

## Rappresentazione della prostituzione nelle arti
La prostituzione è stata rappresentata nelle arti in varie forme.
Sul finire del 1800, con l'esaurirsi dello spirito vittoriano, l'opera di Henri de Toulouse-Lautrec illustra perfettamente il cambiamento d'atmosfera di fin de siècle in favore di un culto dell'erotismo. Egli si dedicò intensamente alla rappresentazione della vita nei bordelli parigini che egli stesso frequentava assiduamente.

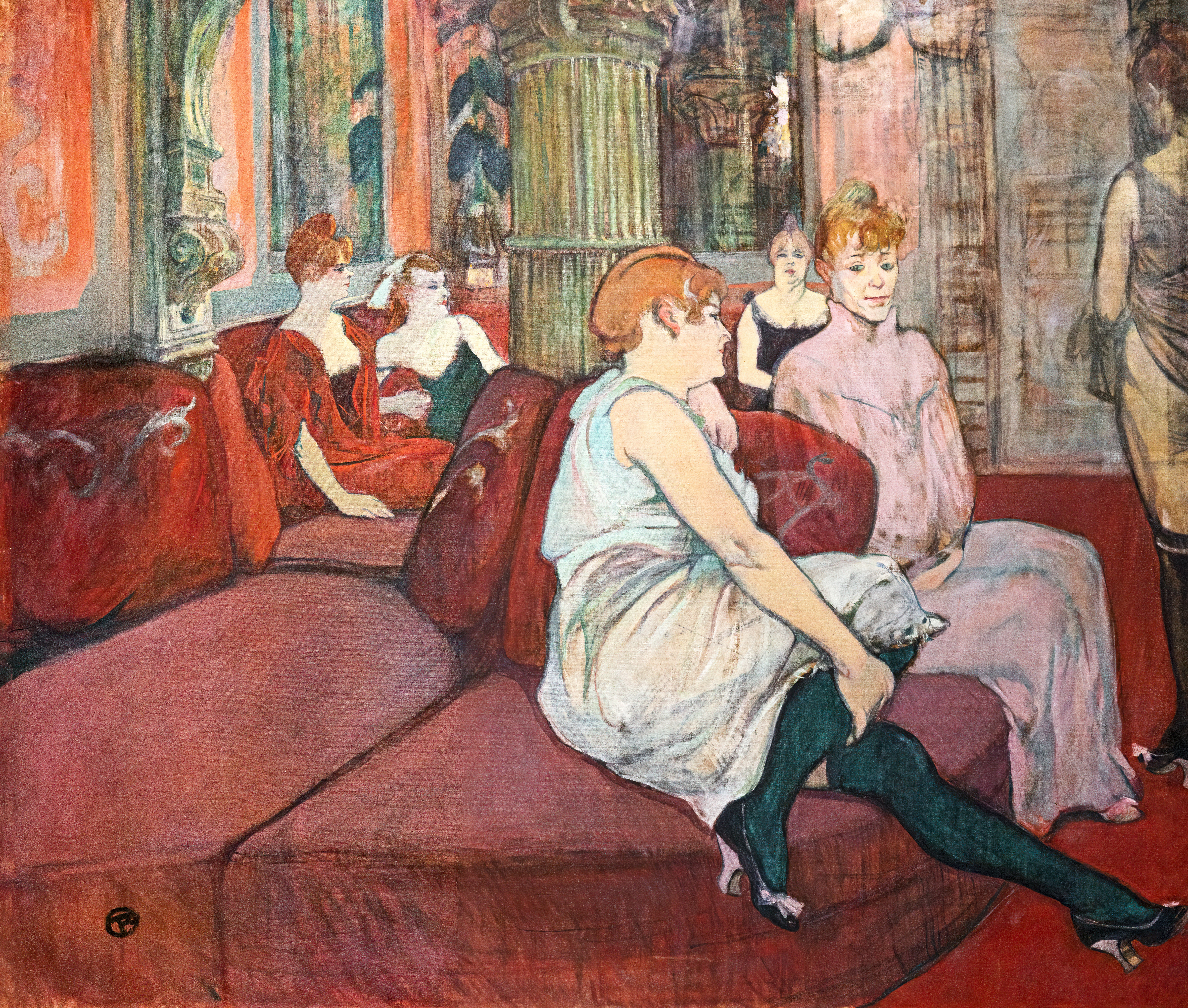
Au Salon de la rue des Moulins, dipinto di Henri de Toulouse-Lautrec che raffigura una nota casa chiusa parigina verso la fine del XIX secolo

### Cinema
Elenco di film sulla prostituzione o con persone che si prostituiscono come protagoniste:
- Commedie: Roma, Ieri, oggi, domani, Irma la dolce, Colazione da Tiffany, Bello, onesto, emigrato Australia sposerebbe compaesana illibata; inoltre, il film a episodi I mostri di Dino Risi (1963) contiene riferimenti in due episodi (Vernissage e Il povero soldato).
- Film drammatici: Vulcano, interpretato da Anna Magnani come i successivi Mamma Roma e L'automobile; Rocco e i suoi fratelli, Adua e le compagne, Filumena Marturano, Le notti di Cabiria, Un uomo da marciapiede, Una prostituta al servizio del pubblico e in regola con le leggi dello stato, In nome del popolo italiano, Bella di giorno, Quell'oscuro oggetto del desiderio, Film d'amore e d'anarchia - Ovvero "Stamattina alle 10 in via dei Fiori nella nota casa di tolleranza...", Salon Kitty, Paprika, American Gigolò, Belli e dannati, Monster, Pretty Baby, Proposta indecente, Taxi Driver, Vesna va veloce, Via da Las Vegas, Whore (puttana), L.A. Confidential, Human Trafficking - Le schiave del sesso, La sconosciuta, The Girlfriend Experience, Irina Palm - Il talento di una donna inglese, Hustle & Flow - Il colore della musica, Giovane e bella, Valérie - Diario di una ninfomane.
- Film romantici: Pretty Woman, Moulin Rouge!, Questa è la storia della mia vita, Belle toujours, La viaccia, Casco d'oro, Lola, donna di vita, Ballando con uno sconosciuto, Mai di domenica, Le buttane, Il mare e l'amore.

### Musica
L'opera lirica La traviata di Giuseppe Verdi ha come protagonista Violetta, una prostituta d'alto bordo.
Nella musica leggera un brano che è quasi un inno è Lucciole vagabonde, del quale è molto noto l'incipit del ritornello Noi siam come le lucciole... Composto nel 1927 da Cesare Andrea Bixio e Bixio Cherubini, e interpretato da Achille Togliani, è stato poi ripreso da Claudio Villa, Aurelio Fierro, Gigliola Cinquetti e Milva.
Fabrizio De André viene considerato da alcuni il cantore per eccellenza della prostituzione con brani come La canzone di Marinella, che, anche se non dichiarato nel testo, è ispirata all'omicidio di una prostituta, mentre una canzone di De André che parla della prostituzione senza mai citarla è Bocca di Rosa, infatti in questa canzone lo fa "descrivendola" (es. «la chiamavano Bocca di Rosa metteva l'amore metteva l'amore, la chiamavano Bocca di Rosa metteva l'amore sopra ogni cosa/C'è chi l'amore lo far per noia, chi se lo sceglie per professione, Bocca di Rosa né l'uno né l'altro, lei lo faceva per passione»). Più esplicite La città vecchia, Via del Campo e A dumenega che hanno nella prostituzione uno dei motivi principali. In ruoli minori invece se ne parla ne Il testamento, La domenica delle salme, Sally, La cattiva strada, Volta la carta, e in Carlo Martello ritorna dalla battaglia di Poitiers, il cui testo è scritto da Paolo Villaggio. In Princesa, invece, il cantautore genovese fa parlare in prima persona, tramite i suoi versi, una prostituta transessuale.
Nello stesso periodo, sono almeno un paio gli accenni al tema in canzoni di Sergio Endrigo: Il primo bicchiere di vino (1967) e La prima compagnia (1971). Sempre nel 1971 l'Equipe 84 parlò di prostituzione nella canzone "Quel giorno" dell'album Casa mia.
In realtà è stato Enzo Jannacci quello che ha cantato per primo il mondo della prostituzione milanese, con canzoni come T'ho compràa i calsett de seda, storia di un ruchetè, cioè un protettore, o M'han ciamàa, che racconta l'omicidio di una prostituta, entrambe del 1964, e con Veronica, scritta insieme a Dario Fo e Sandro Ciotti l'anno successivo, in cui ha ironicamente descritto la figura di una prostituta di periferia.
Anche i Peos precedono De André, nella loro canzone Cinquemila, in cui vi è anche un verso che recita «... lo fanno per vocazione» a cui il cantautore genovese si ispirerà per un verso analogo contenuto ne La città vecchia («...quando ci voleva per fare il mestiere anche un po' di vocazione»).
Gino Paoli ha più volte dichiarato che Il cielo in una stanza è stato ispirato dall'amore mercenario. Del resto il citato 'soffitto viola' era tipico nelle case chiuse.
I Nomadi nella canzone L'angelo caduto hanno cantato la morte di una vittima del racket della prostituzione.
Nel 1976 Valerio Negrini scrisse "Tra la stazione e le stelle", un brano molto delicato che racconta la vita di una prostituta, inserito nell'album dei Pooh Poohlover.
Anche Le Orme hanno dedicato la canzone Era inverno ad una prostituta, mentre Antonello Venditti ha descritto una prostituta in Strada (dall'album Ullàlla del 1976).
La celebre canzone di Giuni Russo Un'estate al mare (scritta da Franco Battiato) ha anch'essa come protagonista una prostituta (infatti inizia con "Per le strade, mercenarie del sesso che procurano fantastiche illusioni...").
Francesco Guccini accenna in Canzone di notte alle bagasce che passeggiano sui viali, e in L'antisociale alle mondane, che ad essere sincere son le sole, e in Fantoni Cesira ad una ragazza che per avere il successo nel cinema, diventa anche prostituta d'alto bordo.
La canzone Ebano dei Modena City Ramblers, presente nel loro album del 2004 ¡Viva la vida, muera la muerte!, è dedicata ad una giovane prostituta africana. Ebano valse ai MCR il premio Amnesty – Voci per la libertà, assegnato da Amnesty International.
Gianluca Grignani ha dedicato la sua canzone Il gioco di Sandy nell'album Destinazione Paradiso ad una sua amichetta di infanzia, con la quale l'autore ha forse fatto le prime esperienze, che ha deciso di fare della sua predisposizione una professione.
Lucio Dalla e Pierdavide Carone a Sanremo 2012 hanno cantato la canzone Nanì, dedicata ad una prostituta, proprio Nanì (ovviamente è un nome di fantasia). Di Lucio Dalla, sulla prostituzione, è anche il brano Disperato erotico stomp.
Altri brani musicali che parlano o citano il fenomeno a vario titolo sono Lei ha la notte di Nicky Nicolai, Fortuna di Luca Barbarossa, Il nostro caro angelo di Lucio Battisti (il testo scritto da Mogol recita in un verso: come prostitute che nella notte vendono/un gaio cesto di amore che amor non è mai), Potrebbe essere sera (sempre di Battisti ma con testo di Pasquale Panella), Stella della strada di Francesco De Gregori, Vita, storie e pensieri di un alieno di Raf, Lucciola di Ron, Mi vendo di Renato Zero (sul tema della prostituzione maschile), Comprami di Viola Valentino.
Dall'estero Roxanne di Sting & The Police e Love Today di Mika.

## Problematiche delle persone che si prostituiscono
Il problema che accomuna tutte le persone che si prostituiscono risiede nello stigma sociale che debbono subire, che comporta una svalutazione della persona per tutta la vita anche solo per un caso sporadico e emargina ulteriormente i soggetti aggravando le fragilità.
Per evidenziare le varie problematiche sono stati stilati da parte di Associazioni di categoria dei Manifesti di richiesta di diritti civili.
Lo stigma sociale, che emblematicamente risulta anche dall'uso offensivo che si fa del termine anche nei paesi più permissivi, si ripercuote oltre alla persona anche sui suoi famigliari, favorendo la segretezza e l'omertà diffusa.

### Saggistica
- Melissa Hope  Ditmore, Encyclopedia of Prostitution and Sex Work, 2006, Greenwood Press, Westport
- Rina Macrelli, L'indegna schiavitù: Anna Maria Mozzoni e la lotta contro la prostituzione di Stato. Editori Riuniti, Roma 1981 ISBN 978-88-359-2012-0
- Lina Merlin e Carla Barberis, Lettere dalle case chiuse, Milano, Edizioni del Gallo 1955. Nuova edizione EGA-Edizioni Gruppo Abele, Torino 2008 ISBN 88-7670-659-3
- Sandro Bellassai, La legge del desiderio. Il progetto Merlin e l'Italia degli anni Cinquanta, Roma, Carocci 2006. ISBN 978-88-430-3806-0
- Malte Koenig, Prostitution und Emanzipation. Die Schliessung der staatlich lizenzierten Bordelle Italiens 1958, in: Vierteljahrshefte fuer Zeitgeschichte 55.4 (2007), S. 617-640.
- Associazione On The Road (a cura di), Prostituzione e tratta. Manuale di intervento sociale, 1ª edizione 2003, FrancoAngeli, Milano, pp. 512, ISBN 978-88-464-4249-9
- Porneia: voci e sguardi sulle prostituzioni (Associazione On the Road), Padova, Il poligrafo, 2003. - 286 p. - (collana Politiche sociali e sanitarie) ISBN 88-7115-343-X
- Da vittime a cittadine. Percorsi di uscita dalla prostituzione e buone pratiche di inserimento sociale e lavorativo, Ediesse, Roma 2001
- Prostituzione: oltre i luoghi comuni in "Pagine"[collegamento interrotto], n. 2, 2007.
- Storie di ponte e di frontiere, Sapere Solidale, 2010, ISBN 978-88-97156-00-0.
- Abbatecola Emanuela, L'altra donna. Emigrazione e prostituzione in contesti metropolitani, Franco Angeli, 2006
- Isoke Aikpitanyi e Laura Maragnani: Le ragazze di Benin City ed. Melampo 2007, ISBN 978-88-89533-16-1.
- Ambrosini M., Comprate e vendute. Una ricerca su tratta e sfruttamento di donne straniere nel mercato della prostituzione, Franco Angeli, Milano 2002
- Emiliana Baldoni, Racconti di trafficking. Una ricerca sulla tratta delle donne straniere a scopo di sfruttamento sessuale, Franco Angeli, 2007, ISBN 978-88-464-8135-1.
- Barbarulli C, Borghi Liana, (a cura di), Figure della complessità. Genere e intercultura, CUEC, Cagliari, 2004, ISBN 88-8467-205-8
- Becucci, Stefano; Garosi, Eleonora. Corpi globali. Prostituzione e sex business in Italia. Firenze university Press, Firenze, 2008 ISBN 978-88-8453-735-5.
- Elizabeth Bernstein, Temporaneamente tua.Intimità, autenticità e commercio del sesso, introduzione a cura di "Sexyshock", Bologna, Odoya, 2009, ISBN 978-88-6288-031-2.
- B. Busi, "Il lavoro sessuale nell'economia della (ri)produzione globale", in "Altri femminismi", manifesto libri 2006, ISBN 88-7285-428-8.
- Carchedi F., Picciolini A., Mottura G., Campani G. (A cura di); "I colori della notte. Migrazioni, sfruttamento sessuale, esperienze di intervento sociale", Franco Angeli, Milano 2000
- Carla Corso, Sandra Landi. Quanto vuoi? Clienti e prostitute si raccontano. Giunti, Firenze, 1998.
- Corso Carla, Trifirò Ada; "E siamo partite! Migrazione, tratta e prostituzione straniera in Italia", Giunti Editore 2003, pagine 220, ISBN 88-09-02943-7.
- Maria Rosa Cutrufelli. Il denaro in corpo. Milano, Marco Tropea Editore, 1996.
- D. Danna; Che cos'è la prostituzione? Le quattro visioni del commercio del sesso; Trieste, Asterios, 2004, ISBN 88-86969-56-2
- D. Danna: Donne di mondo. Commercio del sesso e controllo statale; Milano, Eleuthera, 2004, ISBN 88-85060-93-5
- D. Danna (a cura di);Prostituzione e vita pubblica in quattro capitali europee, Roma, Carocci, 2006, ISBN 88-430-4043-X
- D. Danna; "Prostituzione, violenza contro le donne, tratta e globalizzazione", in Sociologia e globalizzazione[collegamento interrotto], Milano, Mimesis Edizioni, 2007.
- Nanette Davis. Prostituzione, in Enciclopedia delle scienze sociali. Istituto dell'enciclopedia italiana, Roma, 1997.
- B. Ehrenreich, A. R. Hochschild; "Donne globali. Tate, colf e badanti", Feltrinelli 2004, ISBN 88-07-10360-5 (prima edizione in inglese: "Global Woman: Nannies, Maids and Sex Workers in the New Economy", Metropolitan Books 2003).
- Gargano Oria; "La sindrome del sultano. Le prostitute nell'Impero degli uomini", Provincia di Roma, 2003
- Giulia Garofalo Geymonat, Vendere e comprare sesso.Tra piacere, lavoro e prevaricazione., Il Mulino, 2014,  p. 128, ISBN 88-15-24485-9.
- Inzaghi, Luigi; Bordelli milanesi – Viaggio nei luoghi della prostituzione, Edizioni MilanoExpo, Milano, 2011.
- Kennedy I. Nicotri P., Le lucciole nere. Prostitute nigeriane si raccontano, Kaos, Milano 1999
- Luisa Leonini. Sesso in acquisto. Una ricerca sui clienti della prostituzione. Edizioni Unicopli, Milano, 1999.
- Lolli Silvia, Le grida, le bolle e gli editti sulla prostituzione in Cipolla C. e Malacarne G. (a cura di) (2006), El più soave et dolce et dilectevole et gratioso bochone. Amore e sesso al tempo dei Gonzaga, Franco Angeli, Milano
- Lolli S., La prostituzione oggi in Cipolla C. (a cura di), La sessualità come obbligo all'alterità, 2004, Angeli, Milano
- Maîtresse Nikita e Thierry Schaffauser, Fiere di essere puttane, prefazione di Pia Covre, Milano, DeriveApprodi, 2009, ISBN 978-88-89969-78-6.
- Manzini P., Il mercato delle donne. Prostituzione, tratta e sfruttamento, Donzelli, Roma 2002
- Octave Mirbeau, L'Amore della donna venale[collegamento interrotto].
- Ernesto Nathan, Le diobolarie e lo Stato, Roma, Forzani, 1887.
- Neirotti M., Anime schiave. Nel cerchio della prostituzione, Editori Riuniti, Roma 2002
- Ockrent C. (a cura di), Il libro nero della donna. Violenze soprusi diritti negati, Cairo Publishing, 2007
- O'Connella Julia Davidson, La Prostituzione. Sesso soldi e potere, Dedalo, 2001
- O'Grady R., Schiavi o bambini? Storie di prostituzione infantile e turismo sessuale in Asia, Edizioni Gruppo Abele, Torino 1995
- Da Pra Pocchiesa M., Grosso L. (A cura di), Prostitute, prostituite, clienti. Che fare. Il fenomeno della prostituzione e della tratta degli esseri umani, Edizioni Gruppo Abele, Torino 2001
- Da Pra Pocchiesa M., Prostituzione - Tratta delle persone Italia delle opportunità, Gruppo Abele, 1999
- Ugo Rosenberg, Sex work. La prostituzione in Europa... oltre i pregiudizi, Edizioni Croce, 2020 ISBN 9788864024059
- Roberta Sapio, Prostituzione. Dal diritto ai diritti. Ass. Leoncavallo Libri, 1999, ISBN 88-87175-05-5.
- Anna Simone, I corpi del reato. Sessualità e sicurezza nelle società del rischio, Milano, Mimesis Edizioni, 2010, ISBN 978-88-575-0185-7.
- Giorgia Serughetti, Uomini che pagano le donne: dalla strada al web, i clienti nel mercato del sesso contemporaneo., Ediesse, 2013, ISBN 88-230-1752-1.
- Tenera Valse, Portami tante rose, Cooper Editore, Roma 2011, ISBN 978-88-7394-183-5, 226 pagine.
- Virgilio M., Le nuove schiavitù e le prostituzioni, in Diritto Immigrazione e Cittadinanza, n. 3/2000

### Letteratura
La prostituzione è stata rappresentata da molti autori, ad esempio Émile Zola, Charles Baudelaire ("L'amore è il gusto della prostituzione. Non v’è piacere nobile che non possa essere ricondotto alla Prostituzione" scrisse), Charles Bukowski, Louis-Ferdinand Céline, il Marchese de Sade, Pier Paolo Pasolini e molti altri. Un elenco parziale di libri che parlano del tema comprende:
- Gustave Flaubert Novembre (1842)
- Emilia Ferretti Viola, Una fra tante (1877)
- Émile Zola, Nanà (1880)
- Guy de Maupassant, Palla di sego (1880)
- Dino Buzzati, Un Amore (1963)
- Paulo Coelho, Undici minuti (2003)
- Daniel Chavarría, Adiós muchachos (2007)